# Mayli Wen
Mayli Wen (1981) is een Nederlandse romanschrijfster van Chinese afkomst. Haar historische roman Een Vrouw Op De Drakentroon gaat over het leven van de Chinese keizerin Cixi en bevat een voorwoord van Lulu Wang. Het eerste exemplaar overhandigde Wen aan Rita Verdonk.